# Кишкунфеледьхазаский яраш
Кишкунфеледьхазаский яраш (венг. Kiskunfélegyházi járás) — яраш в венгерском медье Бач-Кишкун. Административный центр — Кишкунфеледьхаза.

## История
Образован в результате административно-территориальной реформы 2013 года из бывшего Кишкунфеледьхазского района.

## Состав
| Община                    | Статус         | Бывший район        | Население  | Население  | Население  | Площадь    | Плотность населения (чел/км²) |
| Община                    | Статус         | Бывший район        | 01.10.2011 | 01.01.2013 | 01.01.2016 | 01.01.2016 | Плотность населения (чел/км²) |
| ------------------------- | -------------- | ------------------- | ---------- | ---------- | ---------- | ---------- | ----------------------------- |
| Бугац                     | Большая община | Кишкунфеледьхазский | 2.708      | 2.759      | 2.684      | 131,11     | 20,5                          |
| Бугацпустахаза            | Община         | Кишкунфеледьхазский | 260        | 269        | 253        | 43,00      | 5,9                           |
| Гатер                     | Община         | Кишкунфеледьхазский | 968        | 952        | 901        | 30,89      | 29,2                          |
| Кишкунфеледьхаза          | Город          | Кишкунфеледьхазский | 30.172     | 29.567     | 29.138     | 256,30     | 113,7                         |
| Пальмоноштора             | Община         | Кишкунфеледьхазский | 1.849      | 1.863      | 1.781      | 53,28      | 33,4                          |
| Петёфисаллаш              | Община         | Кишкунфеледьхазский | 1.498      | 1.446      | 1.427      | 67,79      | 21,1                          |
| Кишкунфеледьхазаский яраш |                |                     | 37.455     | 36.856     | 36.184     | 582,37     | 62,1                          |